# Clarence Maclin
Clarence "Divine Eye" Maclin (nascido em 29 de novembro de 1966) é um ator americano. Maclin foi preso por assalto à mão armada na Centro Correcional Sing Sing, onde participou do programa Rehabilitation Through the Arts e aprendeu a atuar. Desde sua libertação, ele trabalhou como conselheiro de jovens, especialista em artes criativas e especialista em intervenção de gangues. Ele interpretou uma versão ficcional de si mesmo no filme Sing Sing de 2023. Sua atuação lhe rendeu indicações de Melhor Ator Coadjuvante no BAFTA Awards, Critics' Choice Movie Awards, Gotham Awards e Independent Spirit Awards. Além disso, Maclin recebeu uma indicação ao Oscar de Melhor Roteiro Adaptado por suas contribuições de escrita para o filme.

## Início da vida e educação
Maclin nasceu no Tennessee e foi criado em Mount Vernon, Nova Iorque. Ele estudou na Mount Vernon High School e obteve um diploma de associado em psicologia comportamental pela Universidade Mercy.

## Carreira
Aos 29 anos, Maclin foi condenado a 17 anos na Penitenciária de Sing Sing por roubo. Durante sua prisão, Maclin participou do programa Rehabilitation Through the Arts. Desde sua libertação, Maclin trabalhou como conselheiro de jovens, especialista em artes criativas e especialista em intervenção de gangues no Lincoln Hall Boys Haven em Somers, Nova Iorque. Ele fez sua estreia no cinema em Sing Sing, retratando uma versão mais jovem de si mesmo. A atuação de Maclin recebeu aclamação da crítica. Pelo papel, Maclin recebeu indicações de Melhor Ator Coadjuvante no 30º Critics' Choice Awards, 34º Gotham Awards, 40º Independent Spirit Awards, 29º Satellite Awards e 78º BAFTA Awards; ele ganhou o Gotham. Mais tarde, ele foi indicado ao Oscar de Melhor Roteiro Adaptado pelo filme, ao lado dos co-roteiristas Clint Bentley, Greg Kwedar e John "Divine G" Whitfield.

## Prêmios e indicações
| Ano  | Associações                                | Categoria                  | Nomeações | Resultado |
| ---- | ------------------------------------------ | -------------------------- | --------- | --------- |
| 2024 | The Astra Awards                           | Melhor Ator Coadjuvante    | Sing Sing | Indicado  |
| 2024 | Dallas-Fort Worth Film Critics Association | Melhor Ator Coadjuvante    | Sing Sing | 5º lugar  |
| 2024 | Gotham Awards                              | Melhor Atuação Coadjuvante | Sing Sing | Venceu    |
| 2024 | Gotham Awards                              | Tributo à Justiça Social   | Sing Sing | Venceu    |
| 2024 | San Francisco Film Critics Circle          | Melhor Roteiro Adaptado    | Sing Sing | Venceu    |
| 2024 | Seattle Film Critics Society               | Melhor Ator Coadjuvante    | Sing Sing | Venceu    |
| 2025 | Independent Spirit Awards                  | Melhor Atuação Coadjuvante | Sing Sing | Indicado  |
| 2025 | BAFTA Film Awards                          | Melhor Ator Coadjuvante    | Sing Sing | Indicado  |
| 2025 | Critics' Choice Movie Awards               | Melhor Ator Coadjuvante    | Sing Sing | Indicado  |
| 2025 | AARP Movies for Grownups Awards            | Melhor Ator Coadjuvante    | Sing Sing | Indicado  |
| 2025 | AARP Movies for Grownups Awards            | Melhor Elenco              | Sing Sing | Venceu    |
| 2025 | Satellite Awards                           | Melhor Ator Coadjuvante    | Sing Sing | Indicado  |
| 2025 | Satellite Awards                           | Melhor Roteiro Adaptado    | Sing Sing | Indicado  |
| 2025 | Oscar                                      | Melhor Roteiro Adaptado    | Sing Sing | Pendente  |